# Edgardo Luis Paruzzo
Edgardo Luis Paruzzo (Roque Sáenz Peña, Chaco, 17 de agosto de 1954-San Fernando, Buenos Aires, 2 de septiembre de 2024) fue un futbolista argentino que se desempeñaba en la posición de delantero. Es el tercer máximo goleador, el tercer jugador con más presencias y uno de los ídolos indiscutidos de Tigre. Afectado por una enfermedad respiratoria, falleció el 2 de septiembre de 2024 en una clínica de San Fernando. 

## Biografía
Se inició en los potreros de su Saénz Peña natal junto al pueblo toba. A los 13 años ya jugaba en la primera de San Lorenzo de Tostado (Santa Fe), a 300 km de su casa. De ahí, pegó el salto a las inferiores de Rosario Central, donde permaneció tres años sin llegar a debutar en la máxima categoría.
Pensó dejar el fútbol y trabajar como empleado bancario. Pero un llamado desde Tucumán, más precisamente de Atlético Concepción, le salvó la carrera.
Jugó luego cuatro temporadas en Quilmes, en donde formó parte del plantel que se consagró campeón del campeonato Metropolitano de 1978. 
Luego de un fugaz paso por Altos Hornos Zapla en el campeonato Nacional de 1979, llegó por recomendación del entrenador Juan Carlos Montes a Tigre tras su ascenso a Primera División en 1980. Debutó el 10 de febrero de ese año, por la primera fecha, en el empate 2 a 2 ante Ferro Carril Oeste, donde también convirtió su primer gol en el club. A pesar de la floja campaña que culminó en el descenso, convirtió 13 goles y fue el sexto anotador del torneo, detrás de figuras de la talla de Diego Armando Maradona y Ramón Angel Díaz.
"Soy centrodelantero, es donde rindo mejor. He jugado en muchos puestos, hasta de lateral derecho en Quilmes y jamás me he negado a hacerlo en el lugar que el técnico decidiera, pero lo que más odio es jugar por las puntas. Ese es un puesto que no tolero, aunque algunos crean que puedo hacerlo bien", comentó en una nota publicada en la Revista Tigre en agosto de 1981.
El 1 de agosto de 1981 convirtió 5 goles para la goleada de Tigre sobre Defensores de Belgrano por 7 a 1, logrando un récord para jugadores del club durante la era profesional (Manuel Rodríguez y Juan Haedo también marcaron 5 goles en un partido en 1912 y 1928, respectivamente, aún en la era amateur). Luego de ese partido, agotado de no cobrar y de promesas incumplidas, fue cedido por 6 meses al Atlético Bucaramanga de Colombia, donde tuvo una actuación destacada al anotar 6 goles -varios de ellos claves- en 19 partidos.
Volvió al club de Victoria a inicios de 1982 y prolongó su racha goleadora. Con un gran remate de zurda y oportunismo para convertir cualquier rebote que le quedara cerca, fue el goleador del equipo en 6 oportunidades, conformando una delantera envidiable junto a Rolando Chaparro y Walter Fiori. Fue el goleador del equipo en las temporadas 1986/1987 y 1988/1989, con 11 y 12 tantos, respectivamente.
El último torneo que juega con Tigre es el Nacional B 1988-89, donde marcó su gol número 100 ante Estación Quequén, el 18 de diciembre de 1988, por la última fecha de la primera rueda. Curiosamente, a pesar de su estatura, lo anotó de cabeza. 
El último tanto lo convierte ante Temperley, el 29 de abril de 1989. Recaló luego en Almirante Brown y San Miguel, donde disputó su última temporada profesional.
Su historia con Tigre no terminó ahí. Entre 1992 y 1996 jugó al futsal en el equipo de Glorias que representaba al club. Luego siguió en la disciplina como entrenador y formador de los juveniles.
Jugó un total de 344 partidos entre 1980 y 1989 en Tigre, convirtiendo 105 goles, cifra que lo llevó a posicionarse como el tercer goleador de la historia del club, detrás de Juan Andrés Marvezy y Carlos Ariel Luna.
"¿Qué le dejé a la hinchada? La forma en que me brindaba en la cancha. Si vos te brindás, te matás, te va a salir bien, mal o más o menos, pero mientras afuera seas buena persona, la gente va a estar bien con vos. Así lo siento, voy a la cancha y siento que la gente me quiere", explicó al Diario Tigre Manía en abril de 2003.
A lo largo de los años, Paruzzo también enfrentó desafíos fuera del campo. Enfrentó una enfermedad hepática que requirió un trasplante, permitiéndole vivir con cierta calidad de vida durante sus últimos años. En 2022, su impacto en la comunidad fue reconocido cuando fue nombrado Personalidad Destacada de San Fernando.
La Peña Edgardo Paruzzo, creada en su honor, refleja el cariño y respeto que los hinchas de Tigre le profesan. Un mural con su figura cubre una de las paredes externas del Estadio José Dellagiovanna, del club Tigre.

## Clubes
| Club                 | País      | Año       |
| -------------------- | --------- | --------- |
| Quilmes              | Argentina | 1976-1979 |
| Altos Hornos Zapla   | Argentina | 1979-1980 |
| Tigre                | Argentina | 1980-1981 |
| Atlético Bucaramanga | Colombia  | 1981-1982 |
| Tigre                | Argentina | 1982-1989 |
| Almirante Brown      | Argentina | 1989-1990 |
| San Miguel           | Argentina | 1991      |

## Palmarés

### Campeonatos nacionales
| Torneo                | Club    | País      | Año    |
| --------------------- | ------- | --------- | ------ |
| Primera División      | Quilmes | Argentina | M-1978 |
| Ascenso al Nacional B | Tigre   | Argentina | 1986   |